# 北会津町東小松
北会津町東小松（きたあいづまち ひがしこまつ）は、福島県会津若松市の大字である。郵便番号は969-6188。

## 地理
会津若松市北西部の北会津地区（旧北会津郡北会津村域）に属する。北で北会津町下米塚、東で北会津町古舘、北会津町水季の里、北会津町三本松、南東で北会津町上米塚、南西で北会津町小松、北西で北会津町両堂とそれぞれ隣接する。概ね町村制施行以前の北会津郡古舘村のうち、旧下小松村域東部の流れを汲む地域である。北会津地区南東部に位置し、中央部を国道401号がそれぞれ東西に横断する。域内全域にわたり農地が広がり、中央部の字北古川、南古川、下中台に集落が位置する。北会津地区の他大字と同様に民家がある区画のほとんどは「字」以降を付けず大字に直接番地が続く住所表記がなされる。 

### 主な字
字
- 大道下
- 川原檀
- 北古川
- 下中台

- 新堀西
- 惣右エ門川原
- 舘ノ内
- 掘込

- 南古川
- 宮の下
- 四ツ檀下

## 歴史
- 1875年8月12日 - 松野村、新在家村、下小松村、両堂村が統合され古舘村が発足する。
- 1879年1月27日 - 古舘村が福島県内における郡区町村制の施行により北会津郡の村となる。
- 1889年4月1日 - 町村制の施行により古舘村が周辺6村と合併し川南村が発足する。旧古舘村域は川南村大字古舘となる。
- 1956年5月1日 - 川南村が荒舘村と合併して北会津村が発足し、北会津村の大字となる。
- 2004年11月1日 - 北会津村が会津若松市に編入され会津若松市の大字となるのに伴い、大字古舘のうち大道下丁、宮の下丁、堀込丁、新堀西丁、川原檀丁、四ツ檀丁、惣右エ門川原丁、南古川丁の一部、北古川、舘ノ内、下中台、南古川が北会津町東小松へと変更される。

## 世帯数と人口
2024年1月1日現在の世帯数と人口は以下の通りである。
| 大字           | 世帯数  | 人口  |
| -------------- | ------- | ----- |
| 北会津町東小松 | 164世帯 | 270人 |

## 小・中学校の学区
市立小・中学校に通う場合、学区は以下の通りとなる。
| 番地 | 小学校                 | 中学校                   |
| ---- | ---------------------- | ------------------------ |
| 全域 | 会津若松市立川南小学校 | 会津若松市立北会津中学校 |

## 交通

### 道路
- 国道401号
- 幹線一級市道28号
- 幹線一級市道34号
- 幹線二級市道24号

## 施設
- 東小松多目的集会施設
- 三本松郵便局
- 会津西病院
- セブンイレブン 会津西病院前店